# Ebbw Fawr River
Der Ebbw Fawr River (auch River Ebbw Fawr, walisisch: Afon Ebwy Fawr, zu deutsch in etwa großer Ebbw) ist ein gut fünfzehn Kilometer langer Fluss, der neben dem Ebbw Fach River einer der beiden Quellflüsse des Ebbw River ist. Seinen Ursprung hat er am Südrand des Brecon-Beacons-Nationalparks im Llangynidr Reservoir auf dem Gebiet der zu Powys gehörenden Community Llangynidr. Anschließend fließt er in südlicher Richtung durch das Carno Reservoir und durch die Kleinstadt Ebbw Vale und das Dorf Cwm, ehe er sich in Aberbeeg, Llanhilleth, mit dem Ebbw Fach River zum Ebbw River vereinigt.

## Geographie
Der Ebbw Fawr River hat seinen Ursprung im Llangynidr Reservoir auf dem Gebiet der Gemeinde Llangynidr (Powys) beziehungsweise auf dem Gebiet des Brecon-Beacons-Nationalparks. Das Reservoir speist sich aus mehreren kleinen Rinnsalen, die im umliegenden Gebiet entspringen. Als Abfluss des Reservoirs entspringt der Ebbw Fawr River im Osten des künstlichen Sees, von wo er in südöstlicher Richtung weiterfließt. Nach wenigen hundert Metern mündet in ihn ein weiterer kleiner Rinnsal, ehe er die Grenze des Nationalparks und der Prinipal Area Powys hinter sich lässt und auf dem Gebiet von Blaenau Gwent durch das Carno Reservoir fließt. Gut einen Kilometer weiter östlich entspringt der River Clydach, der allerdings nach Osten strebt. Ausgetreten im Süden des Reservoirs, fließt der Ebbw Fawr River nun in südlicher Richtung unter und neben der Reservoir Road durch den Norden der Kleinstadt Ebbw Vale. Dort unterquert er die A467 road und die A4281 road, ehe er kurz nach der Überquerung des Flusses durch die A4081 road im Stadtteil Carmel Town mit dem Rasa Brook ein größerer Bach in den Ebbw Fawr River mündet. Zunächst sich nach Osten, dann aber wieder nach Süden wendend, durchquert er anschließend die Stadtteile Glyncoed und Newchurch, bevor er im Stadtzentrum von Ebbw Vale mehrfach teils oder ganz von der Steelworks Road überdeckt wird. Nachdem er diese und die Eisenbahnstrecke Ebbw Valley Line südlich des Stadtzentrums erneut unterquert hat, fließt er westlich der beiden Verkehrsstrecken unterirdisch weiter gen Süden. Mittlerweile außerhalb von Ebbw Vale, tritt er in Victoria für wenige Meter wieder zu Tage, ehe er erneut unterirdisch den Festival Lake quert und am Dorfeingang von Cwm wieder zu Tage tritt. Innerhalb des Dorfes mündet von Osten her der Nant Merddog in den Ebbw Fawr River. Dieser neigt sich von dort sukzessive gen Südosten, bevor kurz vor Aberbeeg unter anderem mit dem Nant Big die letzten drei Zuflüsse (die anderen beiden haben keinen Namen) münden. Wenige hundert Meter später, nach der erneuten Unterquerung der A467 road, trifft er im Dorfzentrum von Aberbeeg auf den aus Nordosten kommenden Ebbw Fach River und vereinigt sich mit diesem zum Ebbw River, der in Richtung Süden weiterfließt und später in Newport (Gwent) in den River Usk mündet.